# 215 (число)
215 (дві́сті п'ятна́дцять) — натуральне число між 214 і 216.
- 215 день в році — 3 серпня (у високосний рік 2 серпня).

## У математиці
Комплексне число, що складається з множників 5 і 43.

## В інших галузях
- 215 рік; 215 рік до н. е.
- ASCII-код символу «Ч» у російській кодовій сторінці.
- В Юнікоді 00D716 — код для символу «×» (Multiplication Sign).
- NGC 215 — галактика у сузір'ї Фенікс.